# Gens Eppia
La gens Eppia era una familia plebeya de la antigua Roma. Se conoce principalmente por un solo individuo, Marco Eppio, un senador romano, que tomó parte activa a favor de Pompeyo en el estallido de la Guerra civil en el 49 a. C. Fue uno de los legados de Quinto Cecilio Metelo Escipión en la guerra africana, y fue indultado por Julio César, junto con muchos otros de su grupo, después de la Batalla de Tapso. Posteriormente parece haber ido a Hispania y reanudar la guerra bajo Sexto Pompeyo, en 46 y 45 a. C.

## Miembros
- Marco Eppio, padre del partidario de Pompeyo.[4]
- Marco Eppio, Senador romano y partidario de Pompeyo durante la guerra civil. Sirvió como legado bajo Quinto Metelo Escipión, y más tarde bajo Sexto Pompeyo.[4]